# Viktor Fischer
Viktor Fischer (Aarhus, el 9 de juny de 1994) és un futbolista internacional danès que juga professionalment per l'Ajax neerlandès a l'Eredivisie, com a davanter. Ha jugat en la selecció de Dinamarca, tant en divisions juvenils com a nivell internacional.